# Friendly Fires
Friendly Fires ist eine dreiköpfige britische Popband. Sie wurde 2006 in St Albans (Hertfordshire) gegründet. Der Name der Band leitet sich von dem ersten Track des Albums Always Now der britischen New-Wave-Band Section 25 ab. Ihr musikalischer Stil bewegt sich in den Genres Indie-Pop, Electronica und Shoegazing. Nach eigener Aussage ist er stark von der Musik des deutschen Technolabels Kompakt, Carl Craig und Prince beeinflusst. 

## Bandgeschichte
Die Mitglieder von Friendly Fires lernten sich bereits während der gemeinsamen Schulzeit in St Albans kennen. Im Alter von 14 Jahren gründeten sie eine erste Band, die bis zum Beginn ihres Studiums existierte. Während dieser Zeit veröffentlichte Ed Macfarlane, der Leadsänger der Band, auf den auf elektronische Musik spezialisierten Plattenlabeln Skam Records und Precinct Recordings Soloaufnahmen.
Nach dem Abgang von der Universität formierten sich die drei Musiker – inspiriert von Dancemusik und den üppigen Melodien des Shoegazing – neu als Friendly Fires. Ende 2007 wurden sie als erste Band ohne Plattenvertrag in der Sendung Transmission des britischen Fernsehsenders Channel 4 vorgestellt. Nachdem sie vom Plattenlabel XL Recordings unter Vertrag genommen worden waren, erschien im Dezember 2007 die Debütsingle Paris. Sie kürten die Redakteure des Guardian und des New Musical Express zur Single der Woche. 
Im Frühjahr 2008 folgte eine Tournee durch das Vereinigte Königreich und das europäische Festland. Ihr Song On Board kam in Nordamerika in einem Fernsehspot für Nintendos Computerspiel Wii Fit zum Einsatz. Zudem wurde er in einem Trailer für das Videospiel Gran Turismo 5 verwendet.
Am 1. September 2008 erschien das Debütalbum der Band mit dem gleichnamigen Titel. Als weitere Singles wurde Skeleton Boy und Kiss of Life veröffentlicht. 
Am 16. Mai 2011 kam das zweite Album der Band, Pala, mit den Singles Live Those Days Tonight und Hawaiian Air auf den Markt.
Ende 2012 sind Friendly Fires mit den Songs Hawaiian Air und Hurting im Soundtrack zum Videospiel Forza Horizon vertreten.
Im Oktober 2021 benutze der britische Premierminister Boris Johnson den Song Blue Cassette als seine Abgangsmusik. Daraufhin postete die Band auf Instagram ein Statement zu der Benutzung des Songs.

## Diskografie
Alben
- 2008: Friendly Fires (XL Recordings)
- 2011: Pala (XL Recordings)
- 2019: Inflorescent (Polydor)

EPs
- 2006: Photobooth EP (People in the Sky)
- 2007: Cross the Line EP (People in the Sky)
- 2007: The Remix EP (People in the Sky)

Singles
- 2007: Paris (Moshi Moshi Records)
- 2008: Jump in the Pool (XL Recordings)
- 2009: Skeleton Boy (XL Recordings)
- 2009: Kiss of Life (XL Recordings)
- 2011: Live Those Days Tonight (XL Recordings)
- 2011: Hawaiian Air (XL Recordings)
- 2012: Hurting (XL Recordings)
- 2018: Love Like Waves (Polydor)
- 2018: Heaven Let Me In (Polydor)
- 2019: Lack of Love (Polydor)
- 2019: Silhouettes (Polydor)